# Maria Soroko-Dubrovina
Maria Magdalena Soroko-Dubrovina (ur. 29 maja 1983 we Wrocławiu) – doktor habilitowany nauk rolniczych w dyscyplinie zootechniki, stypendystka Fulbrighta. Zajmuje się dobrostanem, fizjoterapią i żywieniem koni oraz biologicznymi zastosowaniami termografii.

## Życiorys i zainteresowania naukowe
Studia inżynierskie w zakresie zootechniki ukończyła w Uniwersytecie Przyrodniczym we Wrocławiu w 2007. Dyplom Master of Science w specjalności Equine Science (nauka o użytkowaniu i hodowli koni) uzyskała w 2010 w walijskim Uniwersytecie w Aberystwyth na podstawie pracy The use of infra-red thermography to monitor and predict lameness in racing horses (promotor: dr Mina Davies-Morel). Doktorat nauk rolniczych na podstawie pracy Wpływ długoterminowego treningu koni wyścigowych na zmiany temperatury powierzchni ich ciała (promotor: dr hab. inż. Ewa Jodkowska) ukończyła w Uniwersytecie Przyrodniczym we Wrocławiu w 2013.
W 2018 była stypendystą Fulbrighta i otrzymała Senior Research Award w amerykańskim Uniwersytecie Purdue na badania nad dobrostanem i żywieniem drobiu. W tym roku Komisja Fulbrighta przyznała 21 stypendiów tego typu dla polskich naukowców. W czasie pobytu wygłosiła także zaproszone seminaria na uniwersytetach California Davis, Illinois Urbana-Champaign i Kentucky. W Kalifornii nagrała komentarz do filmu szkoleniowego o termografii koni.
Stopień naukowy doktora habilitowanego w dyscyplinie zootechniki za cykl prac Radiacyjne mechanizmy wymiany ciepła u koni w zależności od ich cech osobniczych i sposobu użytkowania oraz zmiennych warunków środowiskowych otrzymała w Uniwersytecie Rolniczym im. Hugona Kołłątaja w Krakowie w roku 2019.
Jest pracownikiem Instytutu Hodowli Zwierząt Uniwersytetu Przyrodniczego we Wrocławiu. Publikuje wyniki badań nad zastosowaniami termografii podczerwonej w zootechnice i weterynarii. Jest członkiem European Thermology Association, Animal Behavior Society, International Society for Animal Hygiene, Fulbright Association, a także Polskiego Towarzystwa Nauk Weterynaryjnych i Polskiego Towarzystwa Zootechnicznego. Organizuje konferencje, prowadzi projekty badawcze, seminaria i szkolenia z zakresu dobrostanu i fizjoterapii koni.
W 2021 była przewodniczącą komitetu organizacyjnego XV Kongresu European Association of Thermology, który odbył się we Wrocławiu.
Zajmuje się oceną wpływu terapeutycznych zabiegów fizykalnych u koni wyścigowych. Prowadzi badania nad morfologicznymi i biochemicznymi efektami  żywienia koni pełnej krwi angielskiej grzybami shiitake (Lentinula edodes). 

## Publikacje książkowe

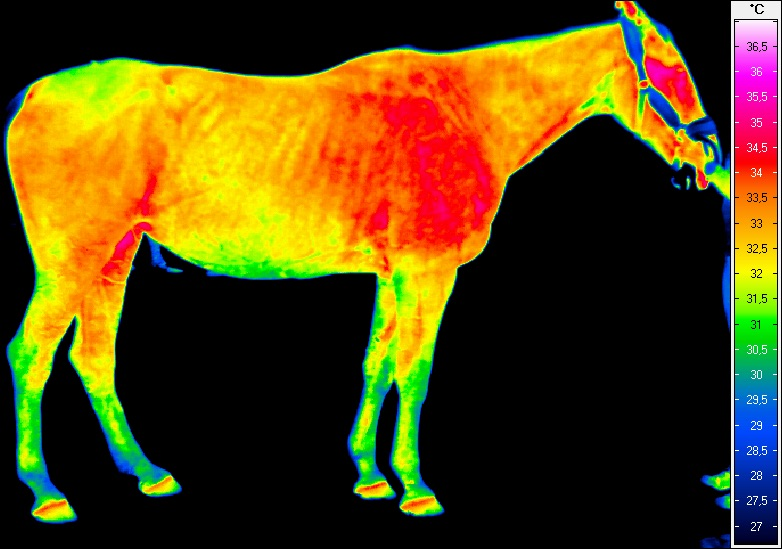
Termogram konia w warunkach termoneutralnych. Kolory odpowiadają temperaturom na skali Celsjusza

Jest autorką monografii książkowej z 2014 o zastosowaniu metod termograficznych u koni, której rozszerzone wydanie ukazało się w języku angielskim w 2016. Drugie, zaktualizowane i rozbudowane wydanie angielskie (w wersji papierowej i ebook) ukazało się w 2023.
- Maria Soroko: Termografia koni w praktyce. Wrocław: Stowarzyszenie na Rzecz Zrównoważonego Rozwoju, 2014, s. 105. ISBN 978-83-939460-0-6.
- Maria Soroko, Mina C.G. Davies-Morel: Equine Thermography in Practice. London–Boston: CABI, 2016, s. 144 (dostęp.pdf). DOI: 10.1079/9781780647876.0000. ISBN 978-1-78064-787-6. (ang.).
- Maria Soroko, Mina C.G. Davies-Morel, Kevin Howell: The application of infrared thermography in equestrian sport. W: Jose Ignacio Priego Quesada (editor): Application of infrared thermography in sports science. Cham (Switzerland): Springer Verlag, 2017, s. 265–296 (rozdział 11). DOI: 10.1007/978-3-319-47410-6. ISBN 978-3-319-47410-6. (ang.).
- Maria Soroko: Thermographic evaluation of racehorse performance. W: R. Vardasca, Mendes J.G. (editors): Innovative Research in Thermal Imaging for Biology and Medicine. Hershey (USA): IGI Global, 2017, s. 264–286 (rozdział 12). DOI: 10.4018/978-1-5225-2072-6. ISBN 978-1-5225-2072-6. (ang.).
- Maria Soroko-Dubrovina, Mina C.G. Davies Morel: Equine Thermography in Practice – 2nd Edition. Wyd. 2. London-Boston: CABI, 2023, s. 176 (częściowy dostęp, e-book dane). DOI: 10.1079/9781800622913.0005. ISBN 978-1-80062-289-0. (ang.).